# Muškovci
Muškovci falu Horvátországban Zára megyében. Közigazgatásilag Obrovachoz tartozik.

## Fekvése
Zárától légvonalban 42, közúton 48 km-re, községközpontjától légvonalban 5, közúton 7 km-re északkeletre, Dalmácia északi részén, a Velebit-hegység déli lábánál, a Zrmanja folyásától északra fekszik.

## Története
A település a 17. században a török kiűzése után pravoszlávokkal telepítették be. A velencei uralom 1797-ig tartott. Miután a francia seregek felszámolták a Velencei Köztársaságot és a campo formiói béke értelmében osztrák csapatok szállták meg. 1806-ban a pozsonyi béke alapján az Első Francia Császárság Illír Tartományának része lett. 1815-ben a bécsi kongresszus újra Ausztriának adta, amely a Dalmát Királyság részeként Zárából igazgatta 1918-ig. A falunak 1857-ben 324, 1910-ben 607 lakosa volt. Az első világháború után előbb a Szerb-Horvát-Szlovén Királyság, majd Jugoszlávia része lett. A II. világháború idején 1941-ben Dalmácia Olaszország fennhatósága alá került. Közelében volt az olasz területek határa, melyet Zrmanja folyó képezett. Az 1943. szeptemberi olasz kapituláció, majd német megszállás után újra Jugoszlávia része lett. 1991-ben lakosságának 99 százaléka szerb nemzetiségű volt. 1991-től szerb lakói csatlakoztak a Krajinai Szerb Köztársasághoz. A Vihar hadművelet idején 1995 augusztusában a horvát hadsereg visszafoglalta a települést, melynek lakossága elmenekült. A településnek 2011-ben 100 lakosa volt.

## Lakosság
| Lakosság változása | Lakosság változása | Lakosság változása | Lakosság változása | Lakosság változása | Lakosság változása | Lakosság változása | Lakosság változása | Lakosság változása | Lakosság változása | Lakosság változása | Lakosság változása | Lakosság változása | Lakosság változása | Lakosság változása | Lakosság változása |
| ------------------ | ------------------ | ------------------ | ------------------ | ------------------ | ------------------ | ------------------ | ------------------ | ------------------ | ------------------ | ------------------ | ------------------ | ------------------ | ------------------ | ------------------ | ------------------ |
| 1857               | 1869               | 1880               | 1890               | 1900               | 1910               | 1921               | 1931               | 1948               | 1953               | 1961               | 1971               | 1981               | 1991               | 2001               | 2011               |
| 324                | 400                | 422                | 447                | 522                | 607                | 571                | 580                | 408                | 478                | 519                | 549                | 588                | 543                | 47                 | 100                |

## Nevezetességei
A település természeti látványossága a "Berberov buk" a Zrmanja folyó vízesése.